# Candice Bergen (Politikerin)

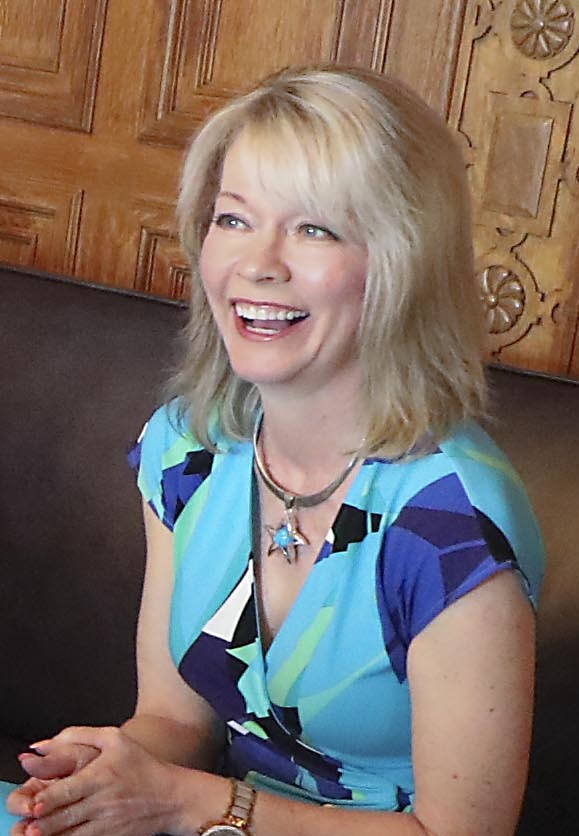
Candice Bergen 2017

Candice Bergen, von 2000 bis 2012 Candice Hoeppner (geboren am 28. September 1964 in Morden, Manitoba) ist eine kanadische Politikerin der Konservativen Partei. Von 2008 bis 2023 war sie Mitglied des Unterhauses und dort von Februar 2022 bis September 2022 Oppositionsführerin sowie Chefin ihrer Partei.

## Werdegang
Candice Bergen wuchs in Warren und in ihrer Geburtsstadt Morden auf. Der Vater war Verkäufer für Autoteile, die Mutter Putzfrau in einem Krankenhaus. Nach ihrem Highschool-Abschluss lebte sie einige Zeit in Winnipeg und in British Columbia, kehrte dann in ihre Heimatregion zurück und heiratete dort. Während ihr Mann David seinem Studium nachging, kümmerte sie sich hauptsächlich um die Erziehung der gemeinsamen Kinder. Während dieser Zeit entdeckte sie Interesse an Politik; ausschlaggebend waren Parlamentsentscheidungen in der Hauptstadt Ottawa, bei denen sie befürchtete, dass ihre Kinder die aufgenommenen Staatsschulden später zurückzahlen müssten.
Bergen arbeitete später als Finanzberaterin; außerdem war sie ehrenamtlich als Bewährungshelferin, in der Palliativversorgung und der Jugendhilfe aktiv.

## Politik
Bei der Konservativen Partei organisierte sie in der Provinz Manitoba Stephen Harpers Wahlkampagne für den Parteivorstand und beriet mehrere Parlamentsabgeordnete.
Bei der Parlamentswahl 2008 wurde Bergen für den Wahlkreis Portage-Lisgar in das kanadische Unterhaus gewählt, das Mandat konnte sie 2011, 2015, 2019 und 2021 erfolgreich verteidigen. Ab Februar 2013 war Bergen in führenden Positionen tätig, zunächst bis November 2015 als Staatssekretärin für soziale Entwicklung unter Premierminister Harper. Nach der verlorenen Wahl 2015 war Bergen im Schattenkabinett bis September 2016 zuständig für natürliche Ressourcen, anschließend wurde sie Mitglied der Oppositionsführung. Außerdem war Bergen ab September 2020 stellvertretende Parteivorsitzende. Im Juli 2013 wurde Bergen in den Kronrat berufen.
Nachdem Parteichef und Oppositionsführer Erin O’Toole am 2. Februar 2022 ein fraktionsinternes Misstrauensvotum verloren hatte und daraufhin zurückgetreten war, wurde Bergen noch am gleichen Abend von den Unterhausabgeordneten ihrer Fraktion zu dessen Nachfolger gewählt. Sie setzte sich dabei gegen acht andere Kandidaten durch.

## Privates
Bergen stammt aus einer Familie mit mennonitischen Wurzeln und sieht sich auch dieser Glaubensgemeinschaft zugehörig, besuchte aber in ihrer Kindheit Gottesdienste der Pfingstbewegung. Bei ihrer Heirat 2000 nahm sie den Nachnamen ihres Ehemannes Hoeppner an. Mit Stand 2021 hat sie zwei Söhne, eine Tochter sowie zwei Enkelkinder. Seit 2012 führt sie wieder ihren Geburtsnamen Bergen. Sie lebt mit ihrem neuen Ehemann Michael in Oak Bluff.